# Aleksinac
Aleksinac (izvirno srbsko Алексинац) je mesto v Srbiji, ki je središče istoimenske občine; slednja pa je del Niškega upravnega okraja.

## Demografija
V naselju živi 13687 polnoletnih prebivalcev, pri čemer je njihova povprečna starost 39,0 let (37,9 pri moških in 40,1 pri ženskah). Naselje ima 5791 gospodinjstev, pri čemer je povprečno število članov na gospodinjstvo 2,94.
|  |

| Demografija | Demografija     | Demografija     |
| Leto        | Št. prebivalcev | Št. prebivalcev |
| ----------- | --------------- | --------------- |
|             |                 |                 |
|             |                 |                 |
|             |                 |                 |
|             |                 |                 |
| 1948        | 5797            |                 |
| 1953        | 6788            |                 |
| 1961        | 8828            |                 |
| 1971        | 12007           |                 |
| 1981        | 15734           |                 |
| 1991        | 17030           | 16722           |
| 2002        | 17665           | 17171           |
|             |                 |                 |

| Etnična sestava po popisu iz leta 2002 | Etnična sestava po popisu iz leta 2002 | Etnična sestava po popisu iz leta 2002 | Etnična sestava po popisu iz leta 2002 | Etnična sestava po popisu iz leta 2002 |
| -------------------------------------- | -------------------------------------- | -------------------------------------- | -------------------------------------- | -------------------------------------- |
| Srbi                                   | Srbi                                   |                                        | 15.823                                 | 92,14%                                 |
| Romi                                   | Romi                                   |                                        | 499                                    | 2,90%                                  |
| Jugoslovani                            | Jugoslovani                            |                                        | 117                                    | 0,68%                                  |
| Črnogorci                              | Črnogorci                              |                                        | 78                                     | 0,45%                                  |
| Makedonci                              | Makedonci                              |                                        | 54                                     | 0,31%                                  |
| Hrvati                                 | Hrvati                                 |                                        | 30                                     | 0,17%                                  |
| Slovenci                               | Slovenci                               |                                        | 21                                     | 0,12%                                  |
| Bolgari                                | Bolgari                                |                                        | 21                                     | 0,12%                                  |
| Albanci                                | Albanci                                |                                        | 11                                     | 0,06%                                  |
| Rusi                                   | Rusi                                   |                                        | 9                                      | 0,05%                                  |
| Muslimani                              | Muslimani                              |                                        | 8                                      | 0,04%                                  |
| Goranci                                | Goranci                                |                                        | 7                                      | 0,04%                                  |
| Nemci                                  | Nemci                                  |                                        | 3                                      | 0,01%                                  |
| Madžari                                | Madžari                                |                                        | 3                                      | 0,01%                                  |
| Vlahi                                  | Vlahi                                  |                                        | 2                                      | 0,01%                                  |
| Čehi                                   | Čehi                                   |                                        | 1                                      | 0,00%                                  |
| Neznano                                | Neznano                                |                                        | 239                                    | 1,39%                                  |